# Famke Janssen
Famke Beumer Janssen (IPA: [ˈfɑmkə ˈbøːmər ˈjɑnsə(n)]; Amstelveen, 5 novembre 1964) è un'attrice ed ex modella olandese. È nota in particolare per aver interpretato il personaggio dei fumetti Marvel Jean Grey nella serie cinematografica X-Men.

## Biografia
Dopo aver studiato un anno di economia all'Università di Amsterdam, comincia la sua carriera da modella a New York nel 1984 per la Elite Model Management, lavorando per Chanel e Victoria's Secret. Nei primi anni novanta frequenta la Columbia University, laureandosi in scrittura creativa e letteratura, studiando anche recitazione con Harold Guskin e partecipando a provini come attrice.
Dopo qualche anno Janssen si trasferisce a Los Angeles, dove continua a studiare recitazione e allo stesso tempo debutta nel film Presagio di morte. Il primo ruolo importante è la killer Xenia Onatopp nel film di 007 GoldenEye (1995), dopo il quale interpreta molti film di minor rilievo. Nel 2000 è ingaggiata per ricoprire il ruolo di Jean Grey nel film X-Men che le darà fama internazionale, nel 2003 prende parte al secondo capitolo della saga cinematografica dedicata ai supereroi della Marvel Comics X-Men, e viene scritturata anche per il terzo capitolo della serie, X-Men - Conflitto finale (2006). Mentre partecipa a questa serie, nel 2001 ha anche recitato in Don't Say a Word, con Michael Douglas.
Famke ha lavorato anche in diverse serie televisive, tra le quali Melrose Place, Ally McBeal, fino a Nip/Tuck, dove interpretava l'ambigua Ava Moore, una transgender che seduce il figlio del chirurgo Sean McNamara e vive un rapporto morboso con il figlio Adrian. Nel 1992 prende parte all'episodio La donna perfetta di Star Trek: The Next Generation nel ruolo di Kamala, e successivamente sarà tra le candidate per il ruolo di Jadzia Dax della successiva serie televisiva live action del franchise di Star Trek Deep Space Nine.
Nel 2011, la Janssen debutta come sceneggiatrice, produttrice e regista del film drammatico Bringing Up Bobby, con protagonisti Milla Jovovich e Bill Pullman. L'11 gennaio 2013 esce nelle sale statunitensi il film Hansel & Gretel - Cacciatori di streghe, che vede la Janssen nel ruolo della strega Muriel. Nello stesso anno riprende il ruolo di Jean Grey nel film Wolverine - L'immortale in alcune sequenze, e l'anno successivo fa un piccolo cameo (nello stesso ruolo) nel finale di X-Men - Giorni di un futuro passato. Nel 2015 interpreta Lenore nel film Taken 3 - L'ora della verità, diretta da Olivier Megaton.
Nel 2023 è coprotagonista, al fianco di Mackenyu e Madison Iseman, del film diretto da Tomek Bagiński I Cavalieri dello Zodiaco (Knights of the Zodiac), adattamento live action  del manga e anime Saint Seiya - I Cavalieri dello zodiaco di Masami Kurumada. Nel film Famke Janssen  interpreta il personaggio di Vander Guraad, una donna assetata di potere, ex moglie del protagonista Seiya di Pegasus. Il film, tuttavia, si è rivelato un flop al botteghino ed è stato bocciato dalla critica.

## Vita privata
Si sposa nel 1995 con lo sceneggiatore e regista Kip Williams, figlio dell'architetto Tod Williams, dal quale divorzia nel 2000.
Impegnata per i diritti degli animali, è sostenitrice della PETA ed è vegana.

## Filmografia parziale

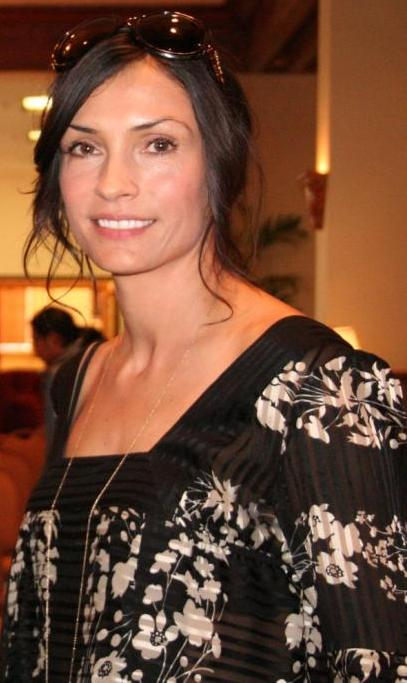
Famke Janssen nel 2008

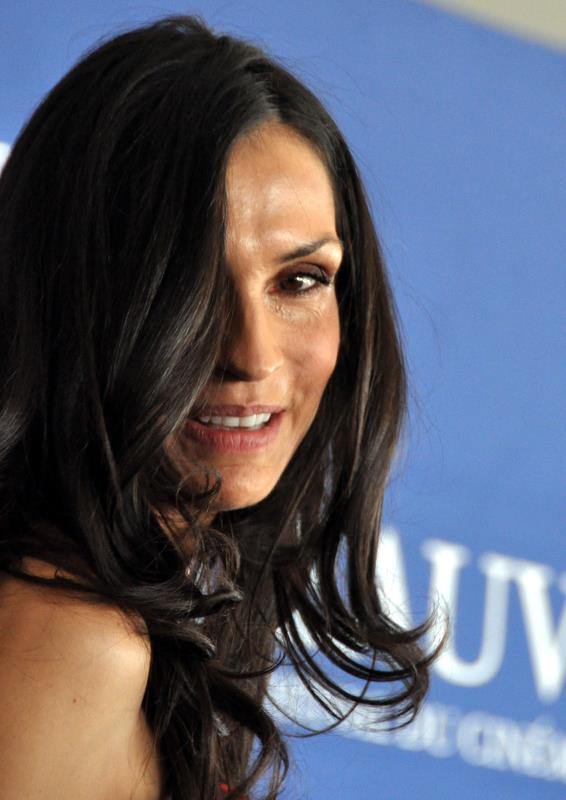
Famke Janssen al Festival del cinema americano di Deauville 2011

### Attrice

#### Cinema
- Presagio di morte (Fathers & Sons), regia di Paul Mones (1992)
- Il signore delle illusioni (Lord of Illusions), regia di Clive Barker (1995)
- GoldenEye, regia di Martin Campbell (1995)
- La spirale della vendetta (City of Industry), regia di John Irvin (1997)
- Dead Girl, regia di Adam Coleman Howard (1997)
- RPM, regia di Ian Sharp (1998)
- Snitch, regia di Ted Demme (1998)
- Conflitto d'interessi (The Gingerbread Man), regia di Robert Altman (1998)
- Deep Rising - Presenze dal profondo (Deep Rising), regia di Stephen Sommers (1998)
- Il giocatore - Rounders (Rounders), regia di John Dahl (1998)
- Celebrity, regia di Woody Allen (1998)
- The Faculty, regia di Robert Rodriguez (1998)
- Il mistero della casa sulla collina (House on Haunted Hill), regia di William Malone (1999)
- X-Men, regia di Bryan Singer (2000) – Jean Grey
- Love & Sex, regia di Valerie Breiman (2000)
- Circus, regia di Rob Walker (2000)
- Made - Due imbroglioni a New York (Made), regia di Jon Favreau (2001)
- Don't Say a Word, regia di Gary Fleder (2001)
- Le spie (I Spy), regia di Betty Thomas (2002)
- X-Men 2, regia di Bryan Singer (2003) – Jean Grey
- Eulogy, regia di Michael Clancy (2004)
- Nascosto nel buio (Hide and Seek), regia di John Polson (2005)
- X-Men - Conflitto finale (X-Men: The Last Stand), regia di Brett Ratner (2006) – Jean Grey
- Amore e altri enigmi (The Treatment), regia di Oren Rudavsky (2006)
- The Ten, regia di David Wain (2007)
- Turn the River, regia di Chris Eigeman (2007)
- Fa' la cosa sbagliata (The Wackness), regia di Jonathan Levine (2008)
- Io vi troverò (Taken), regia di Pierre Morel (2008)
- Perimetro di paura (100 Feet), regia di Eric Red (2008)
- The Chameleon, regia di Jean-Paul Salomé (2010)
- Down the Shore, regia di Harold Guskin (2011)
- In the Woods, regia di Jennifer Elster (2012)
- Taken - La vendetta (Taken 2), regia di Olivier Megaton (2012)
- Hansel & Gretel - Cacciatori di streghe (Hansel and Gretel: Witch Hunters), regia di Tommy Wirkola (2013)
- Wolverine - L'immortale (The Wolverine), regia di James Mangold (2013) – Jean Grey
- X-Men - Giorni di un futuro passato (X-Men: Days of Future Past), regia di Bryan Singer (2014) – Jean Grey
- A Fighting Man, regia di Damian Lee (2014)
- Jack di cuori (Jack of the Red Hearts), regia di Janet Grillo (2015)
- Taken 3 - L'ora della verità (Taken 3), regia di Olivier Megaton (2015)
- Quando arriva l'amore (A Little Something for Your Birthday), regia di Susan Walter (2017)
- C'era una volta a Los Angeles (Once Upon a Time in Venice), regia di Mark Cullen e Robb Cullen (2017)
- Asher, regia di Michael Caton-Jones (2018)
- Bayou Caviar - Il prezzo da pagare (Bayou Caviar), regia di Cuba Gooding Jr. (2018)
- Primal - Istinto animale (Primal), regia di Nick Powell (2019)
- La rosa velenosa (The Poison Rose), regia di George Gallo, Francesco Cinquemani e Luca Gilibert (2019)
- Cartoline di morte (The Postcard Killings), regia di Danis Tanović (2020)
- Endless, regia di Scott Speer (2020)
- Way Down - Rapina alla banca di Spagna (Way Down), regia di Jaume Balagueró (2021)
- Dangerous, regia di David Hackl (2021)
- I Cavalieri dello zodiaco (Knights of the Zodiac), regia di Tomek Bagiński (2023)
- Boy Kills World, regia di Moritz Mohr (2023)
- Locked In, regia di Nour Wazzi (2023)

#### Televisione
- Star Trek: The Next Generation – serie TV, episodio 5x21 (1991)
- Melrose Place – serie TV, episodio 2x17 (1994)
- Ally McBeal – serie TV, episodi 4x08-4x10 (2000-2001)
- Nip/Tuck – serie TV, 11 episodi (2004-2010)
- Hemlock Grove – serie TV, 33 episodi (2013-2015)
- Le regole del delitto perfetto (How to Get Away with Murder) – serie TV, 10 episodi (2015-2020)
- The Blacklist – serie TV, 5 episodi (2016-2018)
- The Blacklist: Redemption – serie TV, 8 episodi (2017)
- When They See Us – serie TV, episodi 1x01-1x04 (2019)
- The Capture – serie TV, episodio 1x06 (2019)

### Doppiatrice
- SuperMansion – serie animata, episodi 1x02-1x13 (2015)
- Robot Chicken – serie animata, episodio 8x08 (2015) - Jean Grey, Madame Foster

### Regista
- Bringing Up Bobby (2011)

### Produttrice
- Bringing Up Bobby, regia di Famke Janssen (2011)

### Sceneggiatrice
- Bringing Up Bobby, regia di Famke Janssen (2011)

## Doppiatrici italiane
Nelle versioni in italiano delle opere in cui ha recitato, Famke Janssen è stata doppiata da:
- Laura Boccanera in Conflitto d'interessi, Nascosto nel buio, Fa' la cosa sbagliata, The Chameleon, Hansel & Gretel - Cacciatori di streghe, Le regole del delitto perfetto, Asher, When They See Us
- Barbara Castracane in X-Men, X-Men 2, X-Men - Conflitto finale, Wolverine - L'immortale, X-Men - Giorni di un futuro passato
- Cristina Boraschi in Deep Rising - Presenze dal profondo, Io vi troverò, Taken - La vendetta, Taken 3 - L'ora della verità
- Francesca Fiorentini in Endless, Way Down - Rapina alla banca di Spagna, I Cavalieri dello zodiaco
- Emilia Costa in La spirale della vendetta, Primal, Boy Kills World
- Irene Di Valmo in The Blacklist, The Blacklist: Redemption, Pericoloso
- Olivia Manescalchi in Nip/Tuck, The Ten
- Deborah Ciccorelli in Jack di cuori, Bayou Caviar - Il prezzo da pagare
- Loredana Nicosia in Ally McBeal, Cartoline di morte
- Micaela Esdra in Star Trek: The Next Generation
- Paola Del Bosco ne Il signore delle illusioni
- Cinzia De Carolis in GoldenEye
- Rossella Acerbo ne Il giocatore - Rounders
- Franca D'Amato in Celebrity
- Alessandra Grado in The Faculty
- Emanuela Rossi ne Il mistero della casa sulla collina
- Cristiana Lionello in Don't Say a Word
- Pinella Dragani in Le spie
- Rachele Paolelli in Amore e altri enigmi
- Alessandra Korompay in Perimetro di paura
- Maddalena Vadacca in Hemlock Grove
- Daniela Abbruzzese in C'era una volta a Los Angeles
- Elena Rossetto ne La rosa velenosa
- Gabriella Borri in Locked In